# Osmar Terra
Osmar Gasparini Terra GCRB • GCME • GCMMd (Porto Alegre, 18 de fevereiro de 1950), é um médico formado pela Universidade Federal do Rio de Janeiro e político brasileiro, filiado ao Partido Liberal (PL). Exerce o sexto mandato de deputado federal pelo Rio Grande do Sul.
Foi ministro do Desenvolvimento Social no governo Michel Temer e Ministro da  Cidadania no governo Jair Bolsonaro.

## Juventude e formação
Osmar Gasparini Terra nasceu na capital gaúcha, filho de Walter Paim Terra, assessor parlamentar, com Nelly Lúcia Gasparini Terra, servidora pública do INCRA, em 1950, ainda quando ele era criança, sua família se mudou ao Rio de Janeiro. Na adolescência e juventude, foi considerado um bom aluno e se formou em medicina na UFRJ, ainda no período ele se associou aos movimentos estudantis e ao Partido Comunista do Brasil, fazendo oposição a ditadura militar brasileira.
Durante o seu período como militante, ele conhece a presidente da DCE da PUC-RJ, a estudante de psicologia Mônica Tolipan, com quem se apaixonaria e mais tarde casaria. A sua então namorada seria perseguida pelo regime militar, sendo presa três vezes e, após uma passeata de mais de 6 mil estudantes, foi torturada por Carlos Alberto Brilhante Ustra, não sendo torturada além por suas ligações com a PUC e o bispo Ivo Lorscheiter.
Após Mônica ser liberta, o casal decidiu sair da cidade, primeiramente escolhendo São Paulo, onde conheceu e desenvolveu uma amizade com Jaques Wagner, depois se exilaram em Buenos Aires, onde Osmar trabalhou numa clínica popular. Nos anos 80, voltaram para o Rio Grande do Sul, morando em Porto Alegre e, por medo de perseguição da ditadura, se mudando para Santa Rosa, abrindo um consultoria e se associou aos grupos sindicalistas médicos, na época Terra buscou se distanciar da política, porém com a chegada da redemocratização ele voltou a se associar com os movimentos de oposição ao regime, dessa mais ao centro político.

## Trajetória política
Filiou se ao Movimento Democrático Brasileiro em 1986, na época sendo concursado do INAMPS (atual INSS), aderiu a greve de residentes contra os dirigentes, mais tarde sendo nomeado chefe da superintendência, no cargo ele, junto com o seus antigos correligionários do Partido Comunista do Brasil e as alas esquerdistas do MDB, fez campanha por reforma sanitária, algo que culminou na criação do SUS na Assembleia Nacional Constituinte de 1987. Nas eleições municipais no Brasil em 1988, buscou sem sucesso ser eleito prefeito de Santa Rosa.
Terra foi prefeito de Santa Rosa de 1993 a 1996. Disputou uma vaga para a Câmara Federal em 1998, ocupando a cadeira como suplente de 28 de maio de 2001 até 2003. Nas eleições de 2002 havia ficado novamente na suplência para a Câmara, assumindo em janeiro de 2005. Em 2007 assumiu uma cadeira como titular, mas afastou-se para assumir como secretário de saúde no governo do Rio Grande do Sul. É completamente contra a legalização ou descriminalização das drogas.
Foi reeleito deputado federal em 2014, para a 55.ª legislatura (2015-2019). Votou a favor do Processo de impeachment de Dilma Rousseff. Em agosto de 2017 votou pelo arquivamento da denúncia de corrupção passiva do presidente Michel Temer.

### Ministro do Desenvolvimento Social de Michel Temer
Como ministro do Desenvolvimento Social, Osmar Terra foi responsável pela criação e implantação do programa Criança Feliz, de atenção à primeira infância. Segundo os seus formuladores, o programa se baseia nas descobertas mais importantes da neurociência. Todas as semanas, visitadores do Criança Feliz vão até as casas das famílias para mostrar aos pais a maneira correta de estimular o desenvolvimento emocional e cognitivo dos filhos. Crianças bem cuidadas e estimuladas no período chamado primeira infância, que vai da gestação aos seis anos de idade, chegam à escola com maior capacidade de aprendizado, são menos violentas e tem melhores condições para superar a pobreza.

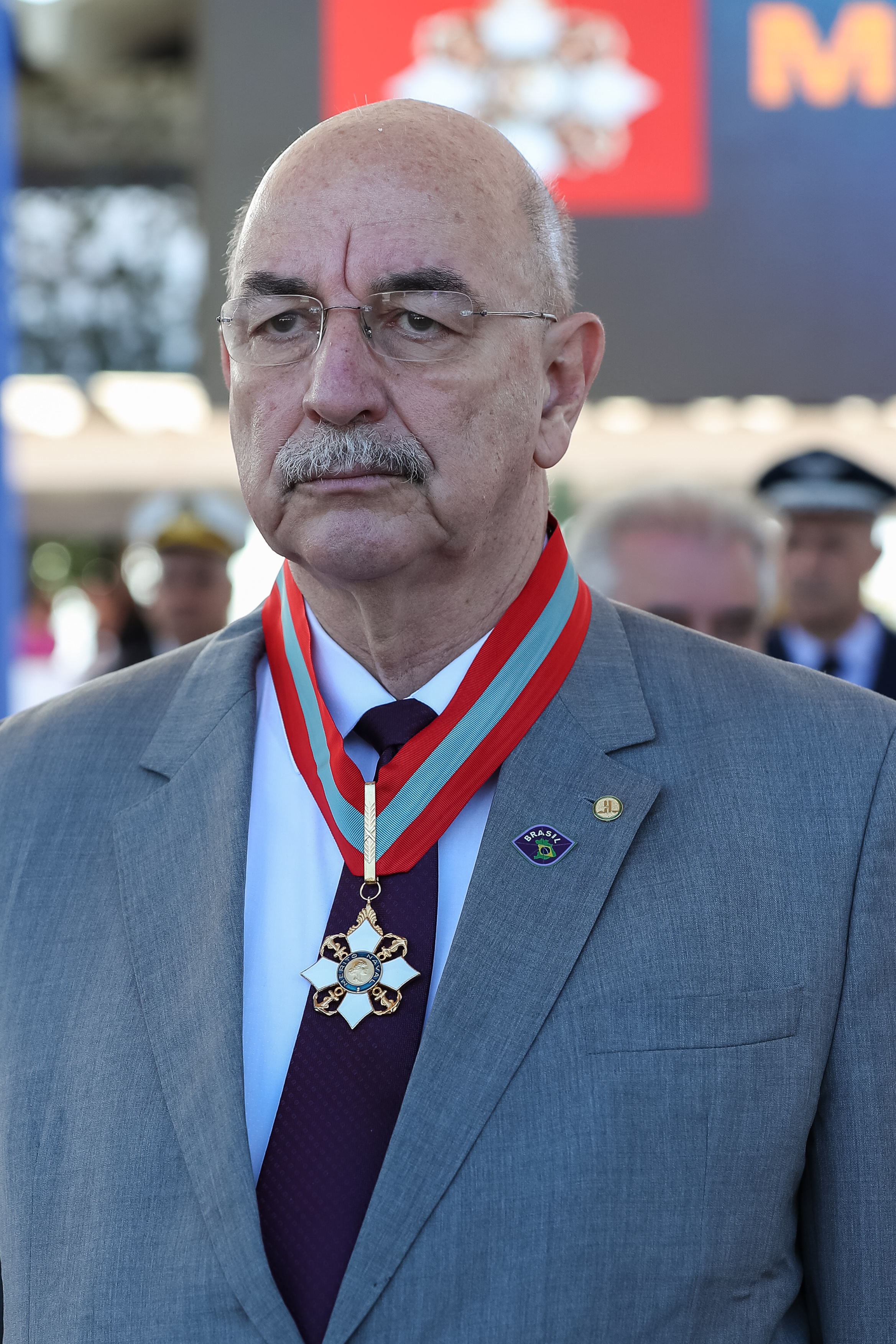
Osmar recebe condecoração da Ordem do Mérito Naval.

Outra ação conduzida por Osmar Terra no Ministério do Desenvolvimento Social foi o aperfeiçoamento da gestão de programas sociais. O Bolsa Família passou por um pente-fino que identificou milhares de pessoas que tinham renda superior ao exigido pela legislação para receber o benefício. Essas pessoas foram excluídas do programa abrindo espaço para quem realmente precisava, mas aguardava na fila. Em governos anteriores, ela chegou a ter mais de 1 milhão de pessoas, hoje a fila do Bolsa Família está zerada.
Terra também criou o Plano Progredir, uma estratégia com objeto de levar capacitação profissional, estimular o empreendedorismo e auxiliar os beneficiários de programas sociais a ingressarem no mercado de trabalho. Terra afirma que o Progredir não vai substituir o Bolsa Família, mas dar condições para que as famílias conquistem autonomia e não precisam mais do complemento de renda.
Teve uma resolução apresentada, aprovada pelo Conselho Nacional de Políticas Sobre Drogas (CONAD), que fundamenta a prevalência da abstinência e das chamadas Comunidades Terapêuticas, suprimindo a política de Redução de Danos, aprovada em 2005.

### Ministro da Cidadania de Jair Bolsonaro
Foi anunciado em 28 de novembro de 2018 pelo presidente eleito Jair Bolsonaro como ministro da Cidadania, pasta resultante da fusão dos ministérios da Cultura, do Esporte e do Desenvolvimento Social. Osmar ficou até 14 de fevereiro de 2020, quando foi substituido por Onyx Lorenzoni, retomando ao cargo de deputado federal. Em outubro de 2022 foi reeleito para seu sétimo mandato como deputado federal, com 103.245 votos.

## Pandemia da Covid-19 no Brasil
Durante a pandemia de COVID-19, Osmar Terra ficou conhecido por defender teorias negacionistas da Covid-19. Sustentou, mais de uma vez, que o isolamento social aumentava o número de casos e defendeu o isolamento vertical, contrariando grande parte da comunidade científica. O Twitter chegou a dar uma sanção em um de seus comentários. Segundo a agência de checagem Lupa, a opinião dele não teria respaldo científico. Osmar Terra foi o parlamentar que mais divulgou notícias falsas sobre o COVID-19, segundo um levantamento feito pelo Radar Aos Fatos lançado em abril de 2020. Terra ainda disse que a pandemia terminaria em junho de 2020.
No dia em que suas declarações controversas, o epidemiologista Paulo Lotufo publicou no Twitter que, até o momento, Osmar Terra continua a divulgar desinformação sobre a pandemia: "Há um ano, a primeira previsão de um médico, deputado federal, ministro que até hoje divulga notícias falsas sobre a epidemia. Tal como outros, deverá ser julgado como um dos cúmplices do morticínio no Brasil."

#### Cogitado para o cargo de Ministro da Saúde
Por sua posição, durante o boato de demissão do Ministro da Saúde Luiz Henrique Mandetta, que teria sido evitada pelos ministros militares, foi o principal cogitado para o cargo.

#### Contágio
Em 13 de novembro de 2020 ele divulgou ter testado positivo para Covid-19, que estava sem sintomas e começando tratamento com hidroxicloroquina e ivermectina. Em 22 de novembro foi internado no hospital da PUC em Porto Alegre. Em 23 de novembro foi para UTI em estado de grave inflamação nos pulmões.

## Desempenho em Eleições
| Ano  | Eleição                       | Partido | Cargo            | Votos   | %     | Resultado | Ref                                                       |
| ---- | ----------------------------- | ------- | ---------------- | ------- | ----- | --------- | --------------------------------------------------------- |
| 1990 | Estadual do Rio Grande do Sul | PMDB    | Deputado Federal | 23.066  | 1,72% | Suplente  | https://resultados.tre-rs.jus.br/eleicoes/1990/index.html |
| 1998 | Estadual do Rio Grande do Sul | PMDB    | Deputado Federal | 41.601  | 0,85% | Suplente  | [ 18 ]                                                    |
| 2002 | Estadual do Rio Grande do Sul | PMDB    | Deputado Federal | 70.236  | 1,2%  | Suplente  | [ 19 ]                                                    |
| 2006 | Estadual do Rio Grande do Sul | PMDB    | Deputado Federal | 101.695 | 1,71% | Eleito    | [ 20 ]                                                    |
| 2010 | Estadual do Rio Grande do Sul | PMDB    | Deputado Federal | 130.669 | 2,18% | Eleito    | [ 57 ]                                                    |
| 2014 | Estadual do Rio Grande do Sul | PMDB    | Deputado Federal | 120 755 | 2,05% | Eleito    | [ 25 ]                                                    |
| 2018 | Estadual do Rio Grande do Sul | MDB     | Deputado Federal | 86.305  | 1,48% | Eleito    | [ 58 ]                                                    |
| 2022 | Estadual do Rio Grande do Sul | MDB     | Deputado Federal | 103.245 | 1,68% | Eleito    | [ 37 ]                                                    |